# Marco Carta
Marco Carta je italijanski pevec; * 21. maj 1985, Cagliari, Italija.
Trenutno eden najpopularnejših glasbenikov v Italiji. Prodal je preko 240 tisoč albumov in 60 tisoč singlov.
Svojo kariero je začel na največjem italijanskem glasbenem festivalu Sanremo. Tam je sodeloval večkrat in osvojil več nagrad. Leta 2009 je tudi zmagal. Leta 2008 je izdal svojo prvo skladbo, "Per Sempre". Svoj vrhunec kariere je dosegel s skladbo "Quello che dai" s katero je nekaj časa tudi vodil na italijanskih radijskih lestvicah.